# بروس كيل
بروس كيل (بالإنجليزية: Bruce Cale)‏ هو عازف جاز وملحن أسترالي، ولد في 17 فبراير 1939 في نيوساوث ويلز في أستراليا.